# Hermes Gent
Hermes Gent is de studentenvereniging van de opleiding industriële wetenschappen aan de Universiteit Gent

## Omschrijving
Met een 1000-tal leden behoort Hermes Gent tot een van de grootste studentenverenigingen in Gent. Hun lokaal bevindt zich op campus Schoonmeersen van de Hogeschool Gent.

## Geschiedenis
Hermes Gent werd opgericht in het jaar 1956. Hermes Gent valt sedert het academiejaar 2013-2014 onder het FaculteitenKonvent Gent, het overkoepelende orgaan van alle aan opleidingen verbonden, studentenverenigingen aan de Universiteit Gent. Voorheen was het lid van het SeniorenKonvent Gent (SK).

## Schild
De naam Hermes komt uit de Griekse geschiedenis. Hermes is de god van de handel en van kooplieden, reizigers en wegen. Hij is de boodschapper van Zeus en de andere goden. Het is ook zijn staf (een caduceus) die op het schild voorkomt samen met het monogram Ut Vivat, Crescat Floreatque Hermes (Opdat leeft, groeit en bloeit Hermes).

## Kringlied
Door de Gentse straten

Trok de Hermes weer

Konden 't bier niet laten

Zat van 't kan niet meer

Groeten wij de flikken in koor

En zingen samen heel sonoor

Amaai mijnheer de flik

Gij rijmt op Gueuze-Lambik

Wij zijn toch straffe blokkers

Riep toen een student

Wij blokken ganse nachten

Gij zijt niet rap content

Wij willen nog een groot glas bier

En breng het maar rap alhier

Amaai mijnheer de flik

Gij rijmt op Gueuze-Lambik

Melodie van Lale Andersen - Lili Marleen

## Activiteiten
Het doel van deze studentenvereniging is het bijstaan van de studenten bij hun 4-jarige opleiding. Dit gebeurt op verschillende vlakken, op het gebied van studies met een uitgebreide cursusdienst, sportief met een heel scala aan sportactiviteiten en op ontspannend vlak met een aantal cantussen, Vooruitfuiven en het 'Galabal der Industrieel Ingenieurs' en een wekelijkse kringavond op maandag.

## Hermes Recruitment
Hermes Recruitment is een afdeling van Hermes Gent die instaat voor bedrijfsgerelateerde events, alsook de organisatie van haar jaarlijks Job & Stage Event. Dit ter ondersteuning van haar laatste bachelor- of eerste masterjaar studenten bij de overgang en start van hun professionele carrière.

## Actie Bloedserieus
Paradepaardje is onder meer de semestriële participatie aan de Bloedserieus-actie, waarbij zo'n 2000 studenten bloed geven in het UFO in Gent.